# 17-й стрелковый полк
17-й стрелковый полк — вооружённое формирование русской императорской армии, образованное 18 марта 1857 года. Полковой праздник отмечался 7 января. Старшинство по состоянию на 1914 год: 6 декабря 1856 года.

## Места дислокации
- 1873—1878 — Вильна.

- 1888—1890 — Мариамполь[1].

- 1899—1914 — Сувалки.

## История
Сформирован из первой половины 2-го запасного стрелкового батальона к 6 декабря 1856 как стрелковый батальон 17-й пехотной дивизии.
18 марта 1857 года назван 17-м стрелковым батальоном, оставаясь в составе 17-й пехотной дивизии.
31 августа 1870 года переведён в состав вновь сформированной 5-й стрелковой бригады, сохранив свой номер.
18 ноября 1885 года батальону установлено старшинство с 6 декабря 1856 года.
31 декабря 1888 года переформирован в полк двухбатальонного состава и назван 17-м стрелковым полком.
14 января 1891 года пожаловано простое знамя без надписи.
В 1900 году морем направлен на Дальний Восток, но в боевых действиях активного участия не принимал.
В 1904—1905 годах участвовал в русско-японской войне.
Весной 1905 года развёрнут в четырёхбатальонный состав.
В 1906 году вновь сведён в состав двух батальонов.
12 ноября 1906 года полку пожалованы знаки нагрудные для офицеров и головные для нижних чинов с надписью «За отличие в войну с Японией в 1905 году».
Весной 1917 г. полк был уничтожен в ходе боев за Червищенский плацдарм.

В ночь на 22 марта Стоход бурно разлился, снеся мосты в тылу защитников плацдарма. Сосредоточив против пяти наших полков три сильные дивизии и против 84 орудий 300 орудий и 100 минометов, Гауэр стремительным натиском истребил все наши войска на плацдарме, в достаточной степени деморализованные революцией. Из 19 500 бойцов III корпуса (73-я и 5-я стрелковые дивизии) 3000 было убито и утонуло, а 9000 человек, отравленных газами, попало в плен. Из 17-го стрелкового полка не спаслось ни одного стрелка. Немцы взяли 15 стоявших на плацдарме орудий и 200 пулемётов.— Керсновский А. А. История русской армии

## Знаки отличия полка к 1914
- Простое знамя без надписи, пожалованное в 1891 году
- Знаки нагрудные для офицеров и головные для нижних чинов с надписью «За отличие в войну с Японией в 1905 году»

## Командиры полка (до 31.12.1888 — батальона)
- хх.хх.хххх — 01.01.1859 — майор Ламинский, Дмитрий Иванович
- 01.01.1859 — 24.05.1863 — подполковник (с 02.02.1860 полковник) Плечков, Пётр Михайлович
- 24.05.1863 — 28.02.1870 — майор (с 30.01.1864 подполковник, с 29.01.1869 полковник) Горданов, Сакердон Алексеевич
- 28.02.1870 — 19.03.1877 — подполковник (с 03.02.1872 полковник) Гриппенберг, Оскар-Фердинанд Казимирович
- 19.03.1877 — после 01.05.1884 — подполковник (с 10.06.1879 полковник) Соловьёв, Владимир Феопемтович
- 26.09.1885 — 01.08.1887 — полковник Туган-Мирза-Барановский, Александр Давыдович
- 03.09.1887 — 25.07.1892 — полковник Адамович, Иван Александрович[1]
- 27.07.1892 — 02.08.1894 — полковник Фок, Александр Викторович
- 09.08.1894 — 20.05.1896 — полковник Жданович, Николай Яковлевич
- 27.05.1896 — 22.09.1897 — полковник Попов, Николай Николаевич
- 05.10.1897 — 09.06.1903 — полковник Бубнов, Владимир Иванович
- 18.06.1903 — 07.09.1905 — полковник Белькович, Леонид Николаевич
- 24.07.1906 — 06.10.1910 — полковник Шишкин, Михаил Иванович
- 12.11.1910 — 28.05.1915 — полковник (с 17.03.1915 генерал-майор) барон Корф, Николай Андреевич
- 10.06.1915 — 30.08.1915[5] — полковник Вешняков, Михаил Сергеевич
- 28.09.1915 — 21.03.1917[6] — полковник Кекушев, Григорий Николаевич
- 26.04.1917 — 28.04.1917 — полковник Катхе, Макс Арведович
- 07.06.1917 — после 16.08.1917 — полковник Тимофеюк, Козьма Игнатьевич

## Знаки различия
| Описание     | Знаки различия (1904—1909 гг.) | Знаки различия (1904—1909 гг.) | Знаки различия (1904—1909 гг.) | Знаки различия (1904—1909 гг.) | Знаки различия (1904—1909 гг.) | Знаки различия (1904—1909 гг.) | Знаки различия (1904—1909 гг.) |
| ------------ | ------------------------------ | ------------------------------ | ------------------------------ | ------------------------------ | ------------------------------ | ------------------------------ | ------------------------------ |
|              |                                |                                |                                |                                |                                |                                |                                |
| Погоны       |                                |                                |                                |                                |                                |                                |                                |
|              |                                |                                |                                |                                |                                |                                |                                |
| Чин / звание | Полковник                      | Подполко́вник                   | Капитан                        | Штабс-капитан                  | Пору́чик                        | Подпору́чик                     | Пра́порщик                      |
| Группа       | Штаб-офицеры                   | Штаб-офицеры                   | Обер-офицеры                   | Обер-офицеры                   | Обер-офицеры                   | Обер-офицеры                   | Обер-офицеры                   |

|                 |               |                      |                      |          |         |
| Погоны          |               |                      |                      |          |         |
|                 |               |                      |                      |          |         |
| Воинское звание | Фельдфебель   | Старший унтер-офицер | Младший унтер-офицер | Ефрейтор | Стрелок |
| Группа          | Унтер-офицеры | Унтер-офицеры        | Унтер-офицеры        | Рядовые  | Рядовые |